# Giuliano Carnimeo
Giuliano Carnimeo, né le 4 juillet 1932 à Bari (Pouilles) et mort le 10 septembre 2016 à Rome (Latium), est un réalisateur et scénariste italien. 
Il s'est fait connaître tout au long de son activité sous divers pseudonymes, notamment celui d'Anthony Ascott, et a réalisé principalement des westerns spaghetti, mais aussi des films en tous genres : comédies, science-fiction, horreur.

## Biographie
Né à Bari, Giuliano Carmineo a commencé sa carrière comme assistant réalisateur pour, entre autres, Giorgio Simonelli et Camillo Mastrocinque. Il devient réalisateur en coréalisant, avec George Sherman, la coproduction internationale Un Américain à Rome.
Il s'oriente plus tard vers des films de genre, plus particulièrement des westerns spaghetti et des comédies érotiques italiennes .
Il est mort à Rome le 10 septembre 2016,.

## Filmographie partielle

### Scénariste
- 1961 : Ursus de Carlo Campogalliani
- 1986 : L'assassino è ancora tra noi de Camillo Teti

### Réalisateur
- 1959 : Brèves Amours (Vacanze d'inverno), coréalisé avec Camillo Mastrocinque
- 1964 : Un Américain à Rome (Panic Button), coréalisé avec George Sherman
- 1966 : Les Deux Fils de Ringo (I due figli di Ringo), coréalisé avec Giorgio Simonelli
- 1968 : Ringo cherche une place pour mourir (Joe... cercati un posto per morire!)
- 1968 : Le Moment de tuer (Il momento di uccidere)
- 1969 : Le Fossoyeur (Sono Sartana, il vostro becchino)
- 1970 : Bonnes funérailles, amis, Sartana paiera (Buon funerale, amigos!... paga Sartana) (crédité comme Anthony Ascott)
- 1970 : Une traînée de poudre, les pistoleros arrivent (Una nuvola di polvere... un grido di morte... arriva Sartana)
- 1970 : Django arrive, préparez vos cercueils (C'è Sartana... vendi la pistola e comprati la bara)
- 1971 : Quand les colts fument... on l'appelle Cimetière (Gli fumavano le Colt... lo chiamavano Camposanto)
- 1971 : On l'appelle Spirito Santo (Uomo avvisato mezzo ammazzato... parola di Spirito Santo)
- 1971 : On m'appelle Alléluia (Testa t'ammazzo, croce... sei morto. Mi chiamano Alleluja)
- 1972 : Les Rendez-vous de Satan (Perché quelle strane gocce di sangue sul corpo di Jennifer?)
- 1972 : Alléluia défie l'Ouest (Il West ti va stretto, amico... è arrivato Alleluja)
- 1973 : L'Emprise des sens (Anna, quel particolare piacere)
- 1973 : Fuori uno sotto un altro, arriva il Passatore
- 1973 : Lo chiamavano Tresette... giocava sempre col morto
- 1974 : Di Tresette ce n'è uno, tutti gli altri son nessuno
- 1974 : La signora gioca bene a scopa?
- 1975 : Trinita, connais pas (Simone e Matteo: Un gioco da ragazzi)
- 1976 : Pour pâques ou à la trinita (Il vangelo secondo Simone e Matteo)
- 1976 : Carioca tigre
- 1979 : La Championne du collège (L'insegnante balla... con tutta la classe)
- 1980 : Prestami tua moglie
- 1981 : Une fille vachement sympa (Tutta da scoprire)
- 1981 : La Vamp du bahut (Mia moglie torna a scuola)
- 1981 : I carabbimatti
- 1981 : Pierino, médecin de la Sécurité sociale (Pierino medico della SAUB)
- 1983 : Les Exterminateurs de l'an 3000 (Il giustiziere della strada)
- 1983 : Double Zéro de conduite (Zero in condotta)
- 1988 : Ratman (Quella villa in fondo al parco)
- 1988 : Maman sur ordinateur (Computron 22)